# Hospodarstwo Mołdawskie

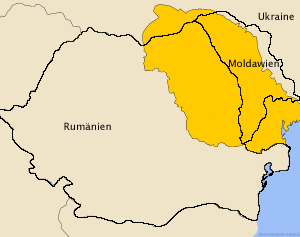
Mołdawia na tle dzisiejszych granic

Hospodarstwo Mołdawskie (rum. Principatul Moldovei; st.-słow. Землѧ Молдавскаѧ) – państwo historyczne rozciągające się na terenie Wyżyny Mołdawskiej pomiędzy Karpatami Wschodnimi a Dniestrem, istniejące od XIV do XIX w. W latach 1387–1497 lenno Korony Królestwa Polskiego, a następnie lenno Imperium Osmańskiego.

## XIV w.: początki państwa
Za datę powstania hospodarstwa przyjmuje się rok 1359 – wówczas to, uznawany za pierwszego władcę państwa Bogdan I, który uszedł na ziemie obecnej Bukowiny po niepowodzeniu wznieconego przezeń buntu antywęgierskiego w Marmaroszu, pokonał tutejszych przedstawicieli królów węgierskich i utworzył samodzielny organizm polityczny.

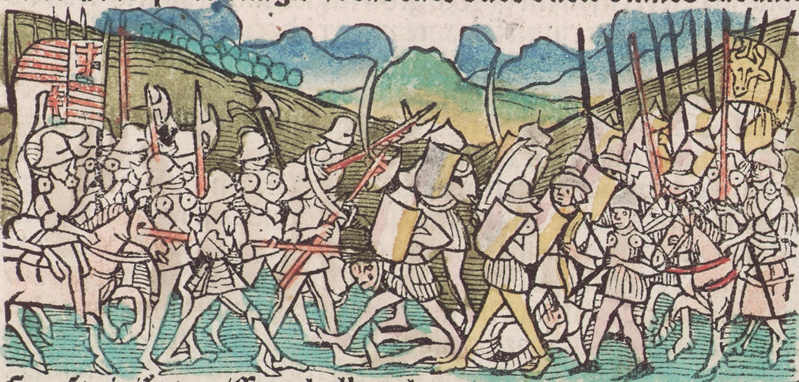
Bitwa pod Baia między oddziałami węgierskimi i mołdawskimi w roku 1467

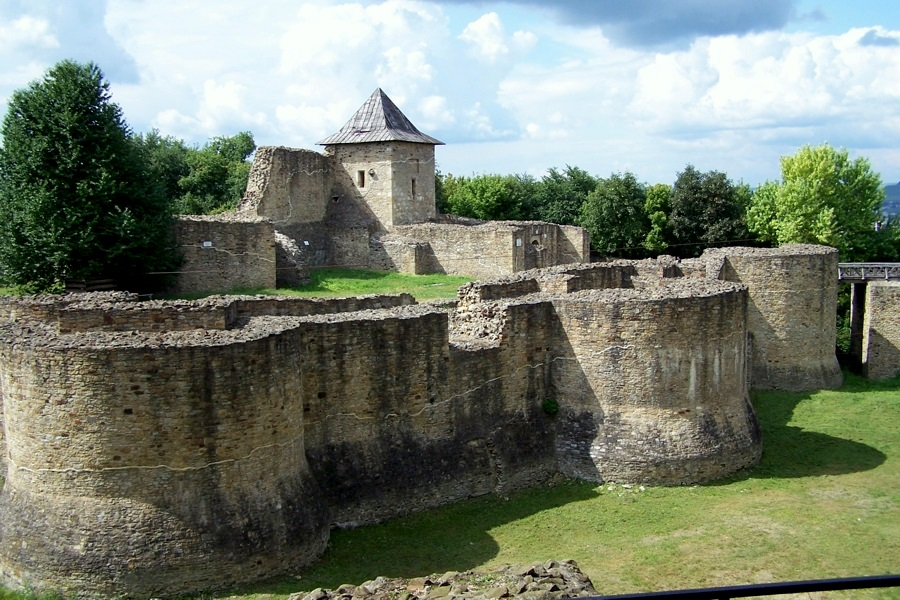
Obecny stan twierdzy w Suczawie

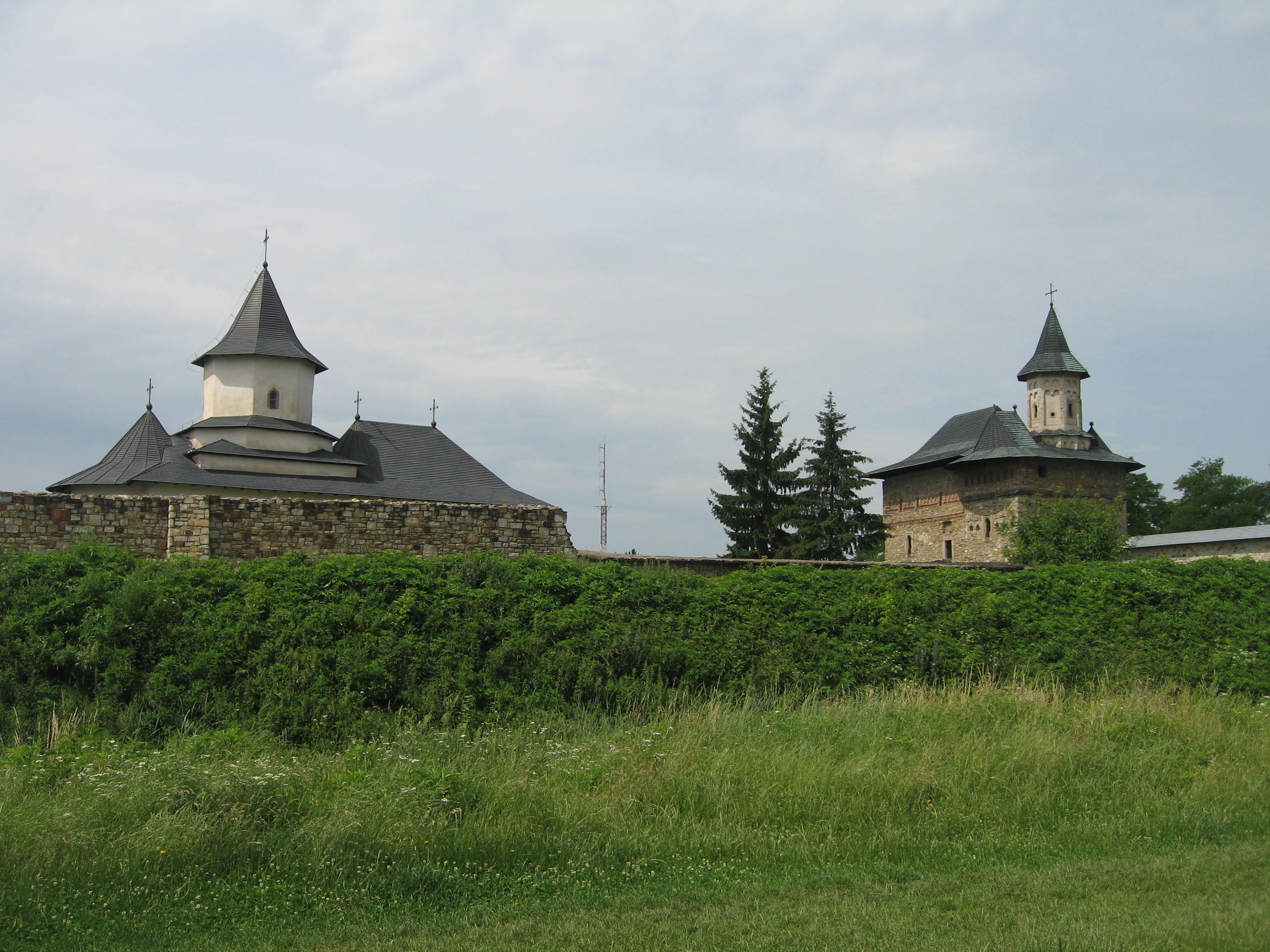
Ufortyfikowany przez Polaków monastyr „Zamca” w Suczawie

Syn i następca Bogdana Latco prawdopodobnie związał się politycznie z Polską (ustanowił też katolickie biskupstwo w Serecie). W 1375 r. tron hospodarski objął Piotr I, pierwszy pewny przedstawiciel rodu Muszatowiczów (jego nazwa pochodzi od przydomku matki Piotra, Muszaty). Piotr ustabilizował sytuację w państwie, podjął ekspansję na południe, a także zbudował zamek w Suczawie. W 1387 r. złożył hołd lenny królom Polski Władysławowi Jagielle i Jadwidze. Za panowania jego następcy, Romana I, który kontynuował ekspansję, być może osiągając nawet wybrzeże Morza Czarnego, stosunki z Polską się zaogniły. Roman został jednak obalony przez bojarów, jego następca ponownie złożył hołd królom polskim, jednak wkrótce zginął, zapewne wspomagając wojska litewskie w bitwie nad Worsklą.

## XV w.: Aleksander Dobry i Stefan Wielki

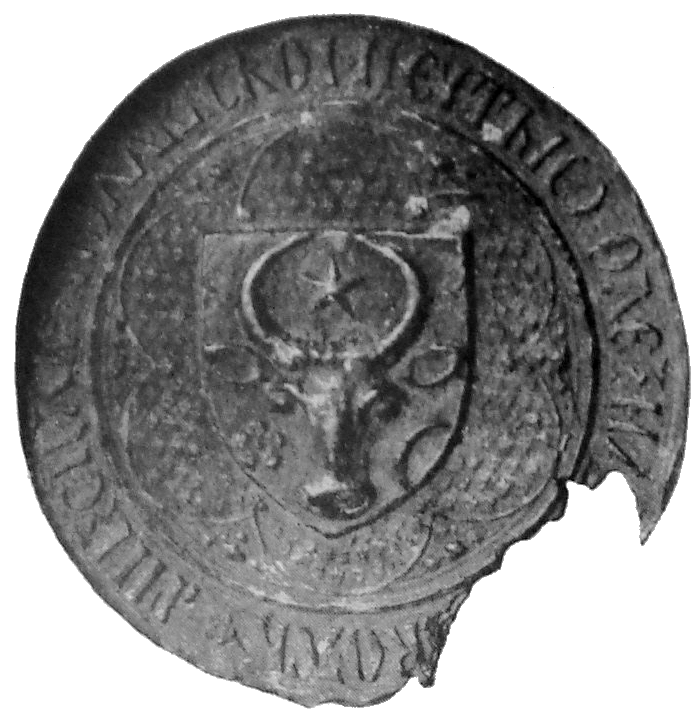
Pieczęć Aleksandra Dobrego z herbem Mołdawii

W 1400 r. po krótkim okresie zamieszania dzięki interwencji hospodara wołoskiego Mirczy Starego tron mołdawski objął syn Romana I Aleksander Dobry. Jego rządy trwające do 1432 r. stanowiły okres stabilizacji i wewnętrznego umocnienia młodego państwa mołdawskiego, zarówno na polu politycznym, jak i gospodarczym. Aleksander uporządkował kraj i dbał o jego rozwój, nadawał przywileje miastom i zapewniał dobre warunki dla handlu czarnomorskiego; m.in. rozbudował porty w Kilii i Białogrodzie. Wspierał także przedsięwzięcia religijne: przeprowadził szereg fundacji cerkwi i monasterów, zakończył spór o metropolię mołdawską, utworzył też drugie biskupstwo prawosławne w Mołdawii, a także biskupstwo ormiańskie w Suczawie; sprowadził do Suczawy relikwie św. Jana Nowego, uznanego za patrona Mołdawii. W polityce Aleksander związał się z Polską – złożył hołd lenny Jagielle w 1404 r. oraz wspierał go w wojnach przeciwko zakonowi krzyżackiemu; pogarszały się natomiast stosunki Mołdawii z Węgrami. Zmiana frontu Aleksandra nastąpiła w 1430 r., gdy zwrócił się przeciwko Jagielle i wsparł walczącego z nim wielkiego księcia litewskiego Świdrygiełłę.
Po śmierci Aleksandra w 1432 r. Mołdawia została ogarnięta przez kryzys polityczny w związku z działaniami wielu pretendentów do tronu (licznych synów, a potem i wnuków Aleksandra). Kolejni pretendenci sięgali to po wsparcie polskie (hołd Polsce złożył Eliasz I, z Polską związani byli także m.in. Roman II i Aleksander II), to po węgierskie (m.in. Piotr II i Bogdan II); umacniali się lokalni bojarzy niejednokrotnie pozbawiający tronu bardzo często zmieniających się w tym okresie hospodarów. W sprawach mołdawskich interweniowali też władcy sąsiedniej Wołoszczyzny. W okresie tego chaosu Mołdawia utraciła m.in. twierdzę w Chocimiu na rzecz Polski, oraz port w Kilii na rzecz Węgier. Miary zniszczenia dopełniały najazdy tatarskie. W 1456 r. poróżniony i z Polską, i z Węgrami hospodar Piotr III Aron podpisał przymierze (za cenę corocznego haraczu) z nowym potężnym graczem, który pojawił się w regionie – imperium osmańskim. Jednak już rok później dzięki pomocy hospodara wołoskiego Włada Palownika Piotr został usunięty z tronu, a władzę w Mołdawii objął jego bratanek, Stefan III Wielki, uważany za najwybitniejszego władcę mołdawskiego.
Stefan Wielki panował w Mołdawii w latach 1457–1504. Podczas swojego panowania przeobraził Mołdawię w silny organizm państwowy, długo utrzymując niezależność wbrew interesom i ambicjom potężniejszych sąsiadów, dążących do jej podporządkowania. Zgodnie z tradycją Stefan zwyciężył w 34 ze swoich 36 bitew; stał się sławny w Europie na skutek stawianego przez długi czas oporu wobec Turków. W początkach swoich rządów udało mu się odzyskać Kilię (1465), a następnie pokonać pod Baia odwetową wyprawę króla węgierskiego Macieja Korwina (1467). Pokonał także Tatarów oraz najeżdżał Siedmiogród. Od 1470 r. prowadził aktywną politykę na Wołoszczyźnie bardzo często interweniując tam zbrojnie w celu osadzenia na tronie książąt zorientowanych antyosmańsko. To zaowocowało reakcją imperium osmańskiego – Stefan jednak pokonał wielką turecką wyprawę w głośnej bitwie pod Vaslui w 1475 r. Zdołał także dzięki pomocy węgierskiej oprzeć się kolejnej wyprawie (mimo porażki w bitwie) w 1476 r. W 1481 r. został jednak już zmuszony do płacenia haraczu Turkom, a w 1484 r. utracił na ich rzecz porty czarnomorskie. Ta klęska, a także pokój turecko-węgierski, skłoniły Stefana do złożenia w 1485 r. hołdu lennego królowi polskiemu Kazimierzowi Jagiellończykowi. Jego sytuacja jednak była trudna, a wsparcie polskie zdecydowanie mniejsze od oczekiwanego, wobec czego Stefan zmuszony został w 1487 r. do uznania zwierzchnictwa tureckiego. Gdy w 1497 r. wkroczyły do Mołdawii wojska króla polskiego Jana Olbrachta, Stefan obawiając się, że ich celem jest pozbawienie go tronu mołdawskiego, podjął z nimi walkę i pokonał ich w czasie odwrotu do kraju po nieudanym oblężeniu zamku w Suczawie. Mimo nieustających walk, jakie toczył Stefan, podczas swego długiego panowania przeprowadził on też szereg fundacji cerkwi i monastyrów (zwykle o charakterze obronnym), z których wiele dotrwało do naszych czasów (wedle tradycji miał ufundować tyle klasztorów, ile stoczył bitew).

## XVI–XVIII w.: pod zwierzchnictwem osmańskim

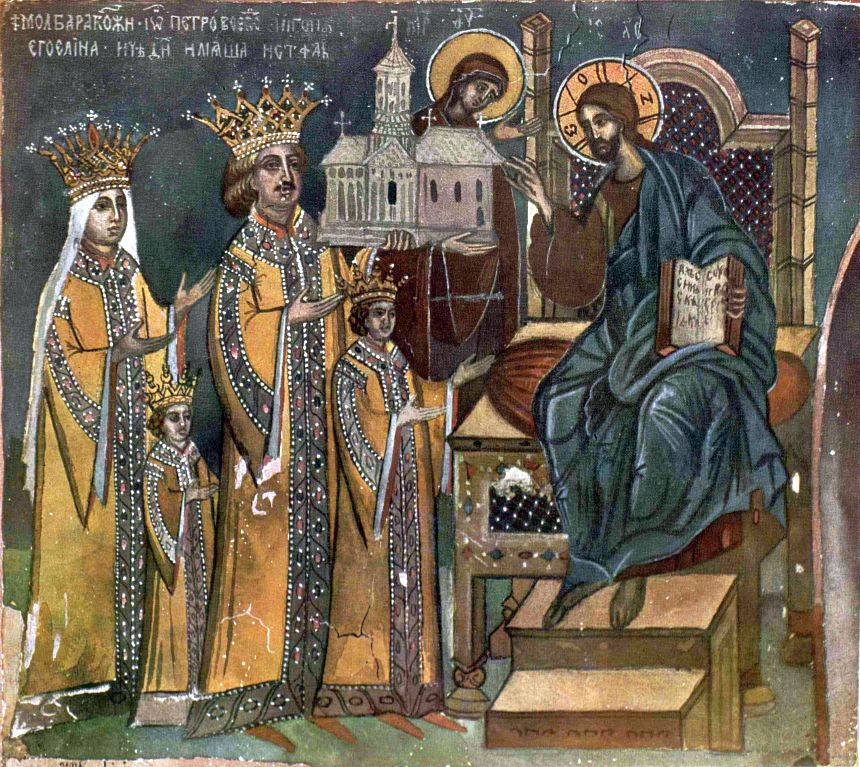
Piotr Raresz na ufundowanych przez siebie malowidłach ściennych

Pierwsi następcy Stefana, choć uznający tureckie zwierzchnictwo, próbowali kontynuować jego politykę i starali się znaleźć rozwiązanie pozwalające na oswobodzenie się, jednak bezskutecznie. Szczególne ambicje przejawiał syn Stefana Wielkiego, Piotr Raresz, który objął władzę w 1527 r. Korzystając z bardzo trudnej sytuacji Węgier po klęsce pod Mohaczem podniósł roszczenia wobec Siedmiogrodu, nie zdołał jednak go odebrać nowemu królowi węgierskiemu Ferdynandowi Habsburgowi; poniósł także porażkę w walkach z Polską o Pokucie. W 1535 r. uznał się za lennika węgierskiego, ale wyprawa turecka w 1538 r. doprowadziła do zrzucenia go z tronu i utraty Budziaku oraz miasta Bendery. Zdołał jeszcze powrócić na tron, tym razem jednak ze wsparciem tureckim i podczas drugiego okresu swego panowania nie podejmował już otwartych prób oporu wobec Turcji. Piotr Raresz zaznaczył się też w historii Mołdawii swoimi fundacjami religijnymi, w szczególności powstałymi w okresie jego rządów monumentalnymi malowidłami ściennymi na zewnętrznych ścianach cerkwi.
Od obalenia Raresza w 1538 r. Mołdawia pogrążyła się w chaosie i popadła w całkowite uzależnienie od Porty. Co prawda niektórzy hospodarowie kreślili plany uniezależnienia się od Turcji, jednak zwykle nie przeradzały się one w konkretne działania wskutek braku realnego poparcia ze strony innych sąsiadów. Władcy często się zmieniali, musieli zmagać się ze spiskami bojarskimi oraz nieufnością ze strony sułtanów, tron obejmowali głównie z nadania sułtańskiego. W 1552 r. na tron wyniesiony został w wyniku spisku bojarskiego popierany przez Polskę Aleksander Lăpușneanu, ale i on zyskał zatwierdzenie Wysokiej Porty. W 1561 r. Aleksander został obalony, a tron mołdawski objął pierwszy obcokrajowiec, awanturnik Jan II Jakub Heraklid Despot. Jego następca, Stefan Tomșa I podjął walkę z Osmanami, ale nie odniósł sukcesu (uciekł do Polski, gdzie został ścięty na życzenie sułtana). Aleksander Lăpușneanu, po powrocie na tron w 1564 r. przeniósł siedzibę hospodarską z Suczawy do położonych bardziej na południe Jass (bliżej Turcji i łatwiej dostępnych). W 1569 r. za lennika polskiego uznał się syn Aleksandra, Bogdan Lăpușneanu, nie przyniosło to jednak żadnych efektów. Jego następca, Jan Srogi, choć osadzony na tronie przez Turków, obrócił się przeciwko nim i rozpoczął otwartą wojnę z imperium osmańskim. Choć początkowo odnosił sukcesy (pokonał wyprawę turecką i wkroczył do Wołoszczyzny), został w 1574 r. pokonany i zabity. Chaos i słabość Mołdawii narastały, czego dowodem m.in. fakt, że w 1577 r. po tron mołdawski zdołał sięgnąć kozacki watażka Jan Podkowa. W 1579 r. hospodarem mołdawskim został Jan Sas, który osiągnął to dzięki przekupstwu dostojników osmańskich – ten proceder stał się powszechny, a później nawet zinstystucjonalizowany.
W 1594 r. hospodar Aron Tyran sprzymierzył się ze swym odpowiednikiem z Wołoszczyzny Michałem Walecznym i wspólnie wystąpili przeciwko Turkom. Początkowo osiągali sukcesy (zdołali zdobyć porty czarnomorskie, a nawet wkroczyć do Dobrudży), jednak Aron został obalony wskutek spisku. Jego następca, Stefan Răzvan kontynuował politykę antyturecką, jednak jego walki z Turcją postanowili wykorzystać Polacy. W efekcie Stefan został pokonany przez Jana Zamoyskiego, który osadził na tronie pierwszego przedstawiciela nastawionej propolsko rodziny Mohyłów, Jeremiego. Okres zaangażowania Turcji w inne wojny oraz jej osłabienia buntami nie został jednak wykorzystany do umocnienia księstw naddunajskich: wspierani przez Polskę Mohyłowie starli się z ambitnym hospodarem wołoskim Michałem Walecznym, który na kilka miesięcy zdołał zjednoczyć pod swoim berłem Wołoszczyznę, Siedmiogród i Mołdawię. Michał został pokonany przez Zamoyskiego, ale Mohyłowie nie zdołali uniezależnić się od Turcji. Już po śmierci Jeremiego w 1606 r. uznali zwierzchnictwo tureckie, wybuchły także walki między krewniakami o tron; Narzucony przez Turków hospodar Stefan Tomșa II pokonał w 1612 r. polskich magnatów angażujących się w sprawy mołdawskie. W 1616 r. tron objął narzucony przez Turków dotychczasowy hospodar wołoski Radu Mihnea co stanowiło zapowiedź częstej odtąd praktyki sułtanów przenoszenia hospodarów między dwoma księstwami naddunajskimi. Uzależnienie od Turcji pogłębiało się (próbę oporu podjął tylko Kacper Grazziani, jednak interwencja polska zaowocowała klęską pod Cecorą w 1620 r.). Coraz większą rolę w rządach zaczynali odgrywać przysyłani z Konstantynopola Grecy, którym niepewni poparcia bojarskiego i często zmieniający się hospodarowie przyznawali stanowiska urzędnicze.
Pewną stabilizację wewnętrzną zapewniły Mołdawii rządy hospodara Bazylego Lupu (1634−1653), jednak mimo wsparcia Kozaków poniósł porażkę w swoich walkach z Wołoszczyzną. W 1668 r. złożony został z tronu ostatni z przedstawicieli rodu Muszatowiczów. Od czasu jego obalenia sułtani osmańscy nie dowierzając wierności lokalnych bojarów wprowadzili praktykę oddawania (a zwykle sprzedawania) tronu hospodarskiego prawosławnym dostojnikom ze Stambułu, głównie pochodzenia greckiego (na stałe, od 1711 r.). Ci hospodarowie fanarioccy w dużej mierze traktowali piastowanie tego stanowiska jako możliwość do szybkiego wzbogacenia. Bardzo często zmieniani, rzadko dbali o interesy państwa, które popadało w coraz większy kryzys gospodarczy. Jedynie ambitny Jerzy Duca pragnął rozszerzenia granic Mołdawii sięgając na ziemie zadniestrzańskie (wykorzystywał wojnę polsko-turecką), jednak w 1672 r. i on został usunięty z tronu z podejrzeniem zbytniego sprzyjania Polsce. Próby reform wewnętrznych w XVIII w. podejmowali jeszcze Konstantyn Mavrocordat i Grzegorz Aleksander Ghica.
Podczas wyprawy sułtana Mehmeda IV pod Kamieniec następcą Duki został dość niespodziewanie średni bojar Stefan Petriceicu, określany w polskich źródłach Petryczejką. Przystąpił on do organizowania ligi antytureckiej, a w 1673 r. stanął wprost po polskiej stronie w bitwie pod Chocimiem. Polacy nie potrafili jednak pomóc mu w utrzymaniu łatwo zdobytego tronu, na skutek czego w następnym roku Petryczejko wraz z grupą innych możnych Mołdawian musiał uchodzić do Polski (gdzie zresztą otrzymał polski indygenat). W Mołdawii pozostało silne propolskie ugrupowanie bojarskie, w którym czołowe miejsce zajmował Miron Costin – polityk elastyczny, który potrafił współpracować z kolejnymi władcami Mołdawii.
W latach 1686 i 1691 ziemie Mołdawii były terenem działań wojsk polskich (król Jan III Sobieski planował osadzenie tu jako hospodara swego syna Jakuba, jednak nie udało mu się opanować ostatecznie kraju). Wkrótce potem w walce o panowanie nad Mołdawią pojawił się kolejny potężny gracz: Rosja, w której panował car Piotr Wielki. W 1711 r. wojska rosyjskie po raz pierwszy wkroczyły na tereny Mołdawii (sojusz z carem zawarł hospodar Dymitr Kantemir). Choć jednak ostatecznie nie została ona opanowana przez Rosję, odtąd carowie prowadzili konsekwentną politykę powiększania swoich wpływów w tym państwie, korzystając z niechęci ludności wobec osmańskiego zwierzchnictwa i greckich władców i urzędników, bardzo złej sytuacji wewnętrznej kraju oraz wspólnej religii. Postępujące osłabienie imperium osmańskiego próbowała wykorzystywać też Austria (podczas wojny z Turcją w latach 1716–1718 Austriacy próbowali zdobyć Jassy). W efekcie zagrożeni brakiem lojalności sułtani zaczęli jeszcze częściej zmieniać fanariotów na tronach Mołdawii i Wołoszczyzny. Rosjanie ponownie okupowali Mołdawię w 1739 r. oraz w latach 1769–1774. Tuż potem, w 1775 r. Turcja została zmuszona do odstąpienia Austrii Bukowiny (Austria zażądała jej jako wynagrodzenia za powstrzymanie się od udziału w wojnie rosyjsko-tureckiej). W latach 1789–1792 Austria i Rosja wspólnie okupowały Mołdawię.

## XIX wiek: wpływy rosyjskie, zrzucenie zwierzchności tureckiej, zjednoczenie z Wołoszczyzną
W 1802 roku wpływy rosyjskie w Mołdawii nabrały cech formalnych – zgodnie z zawartym wówczas układem turecko-rosyjskim, oba mocarstwa miały akceptować wybór hospodarów na siedmioletnie kadencje. Już w 1806 r. Turcy odwołując hospodara naruszyli ten układ, co wywołało kolejną wojnę. W jej trakcie doszło do kolejnej okupacji rosyjskiej Mołdawii (1810–1812), a na mocy kończącego wojnę traktatu Mołdawia została podzielona: jej wschodnią część (Besarabię, między Dniestrem i Prutem) włączono w granice Rosji; przywrócono też moc traktatu o wspólnym obsadzaniu tronu.
W 1821 r. na Wołoszczyźnie wybuchło powstanie Tudora Vladimirescu, a do Mołdawii wkroczyły z Rosji oddziały zorganizowane przez greckie stowarzyszenie Filiki Eteria z Aleksandrem Ipsilantim na czele. Miały one zamiar wzniecić ogólnobałkańskie powstanie przeciwko panowaniu tureckiemu. Doszło jednak do konfliktu Ipsilantiego z Vladimirescu, działalność tego ostatniego spowodowała także odżegnanie się Rosji od poparcia dla ruchu antytureckiego. Obaj zostali pokonani przez Turków, a księstwa naddunajskie spacyfikowane. Jednak od tego momentu sułtani zrezygnowali z obsadzania tronów hospodarskich przez Greków fanariockich i zaczęli nań powoływać przedstawicieli miejscowych rodów bojarskich.
Nowi władcy rozpoczęli starania o modernizację kraju, napotykając jednak często opór warstw uprzywilejowanych. Coraz aktywniejsi zaczęli także być zwolennicy zjednoczenia Mołdawii i Wołoszczyzny w jedno państwo. Pewne reformy przeprowadził carski generał Kisielew zarządzający Mołdawią podczas kolejnej rosyjskiej okupacji (1828–1834). Podczas Wiosny Ludów emigracja rumuńska w zachodniej Europie próbowała wywołać powstanie w Mołdawii, jednak działania opozycji zostały stłumione. Ponownie też wkroczyły wtedy do Mołdawii wojska rosyjskie, które pozostawały tam dwa lata; kolejny raz zajęły one Mołdawię w 1853 r., co było początkiem wojny krymskiej. W 1854 r. Rosjanie zostali zmuszeni do wycofania się z Mołdawii, a ich miejsce zajęły wojska austriackie. Porażka Rosji w wojnie krymskiej spowodowała osłabienie jej wpływów w Mołdawii i zwiększenie roli mocarstw zachodnich. Na mocy traktatu paryskiego włączono też do Mołdawii nadmorskie rejony Budziaku, krajem zarządzali mianowani tymczasowo kajmakami. W 1857 r. przeprowadzono wybory do pierwszego organu przedstawicielskiego, tzw. dywanu, w którym zdecydowaną przewagę zdobyli zwolennicy unii z Wołoszczyzną. Co prawda dywan został szybko rozwiązany, jednak mocarstwa zachodnie opracowały nową koncepcję ustroju Mołdawii, uwzględniającą już wiele instytucji wspólnych z Wołoszczyzną (1858). 17 stycznia 1859 r. na hospodara Mołdawii został wybrany Aleksander Jan Cuza, który krótko później, 5 lutego tego samego roku, został także hospodarem Wołoszczyzny. Oba księstwa połączone były unią personalną, ale Cuza dążył do ich unifikacji politycznej. 23 grudnia 1861 r. Cuza ogłosił unię realną obu księstw, a państwo odtąd nosiło nazwę Rumunii.

## Zmiany granic hospodarstwa mołdawskiego

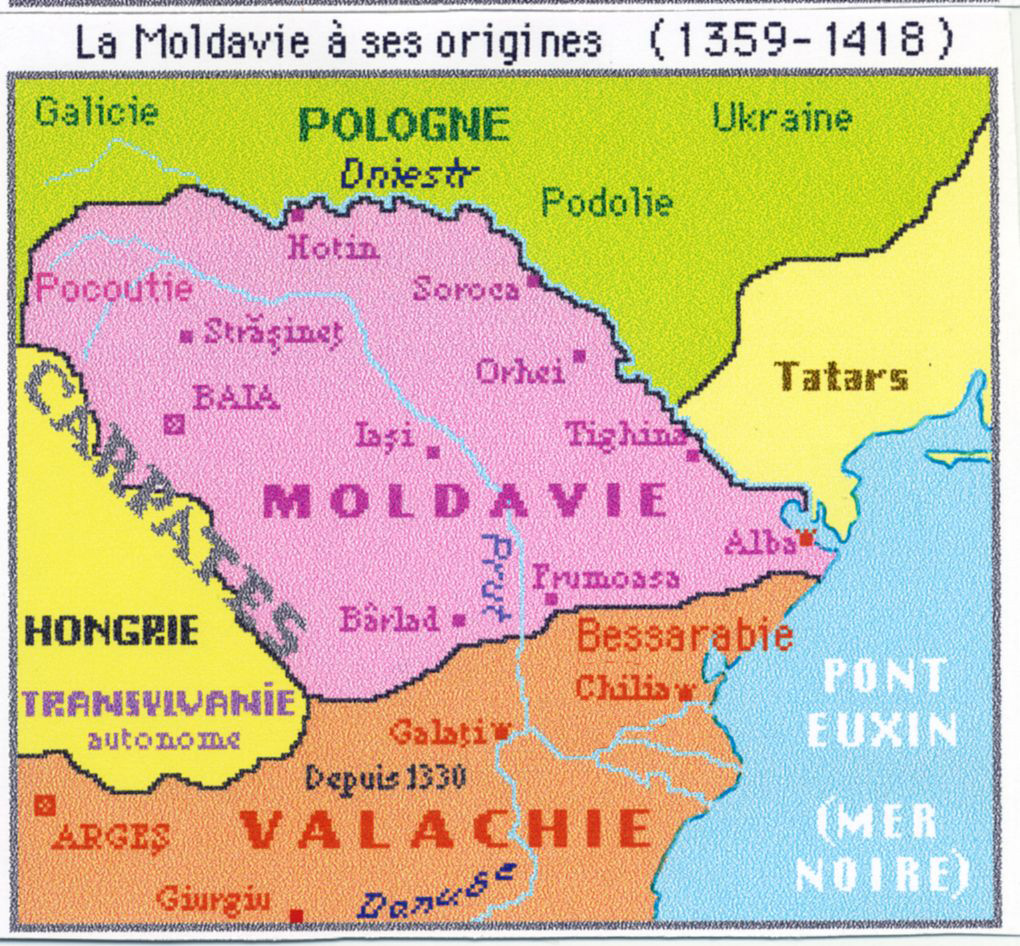
Mołdawia na początku XV wieku
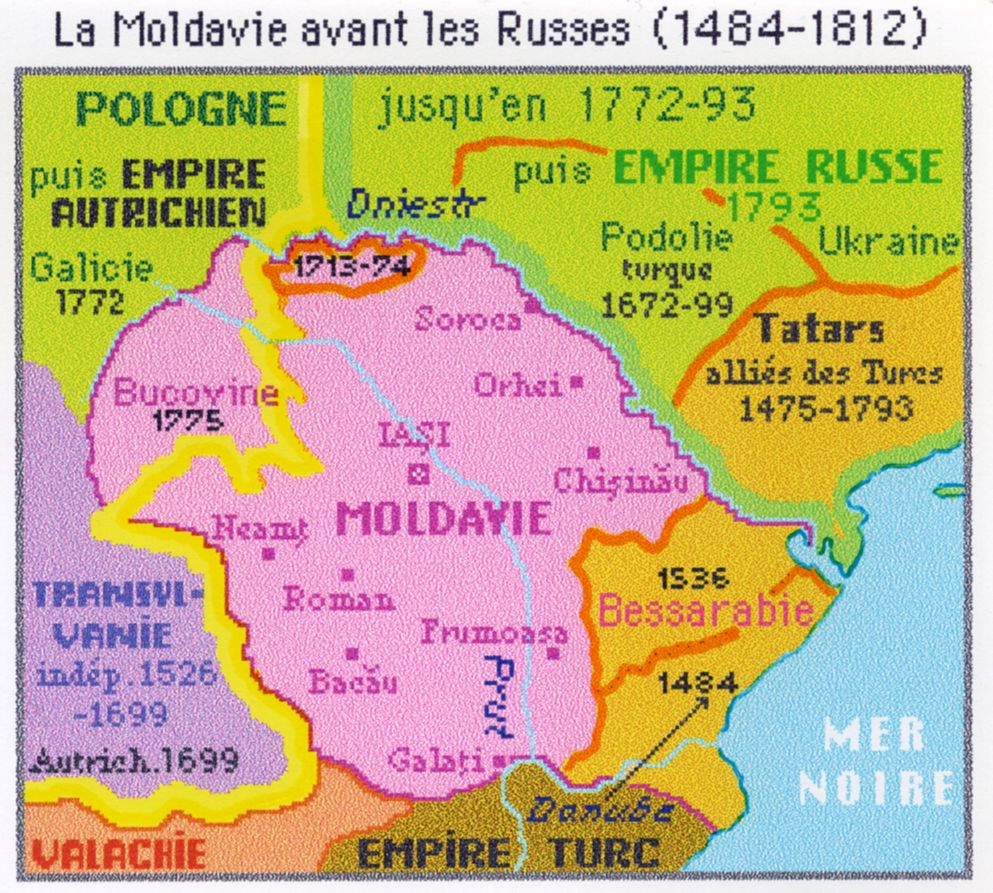
Zmiany granic Mołdawii od XV do XVIII wieku
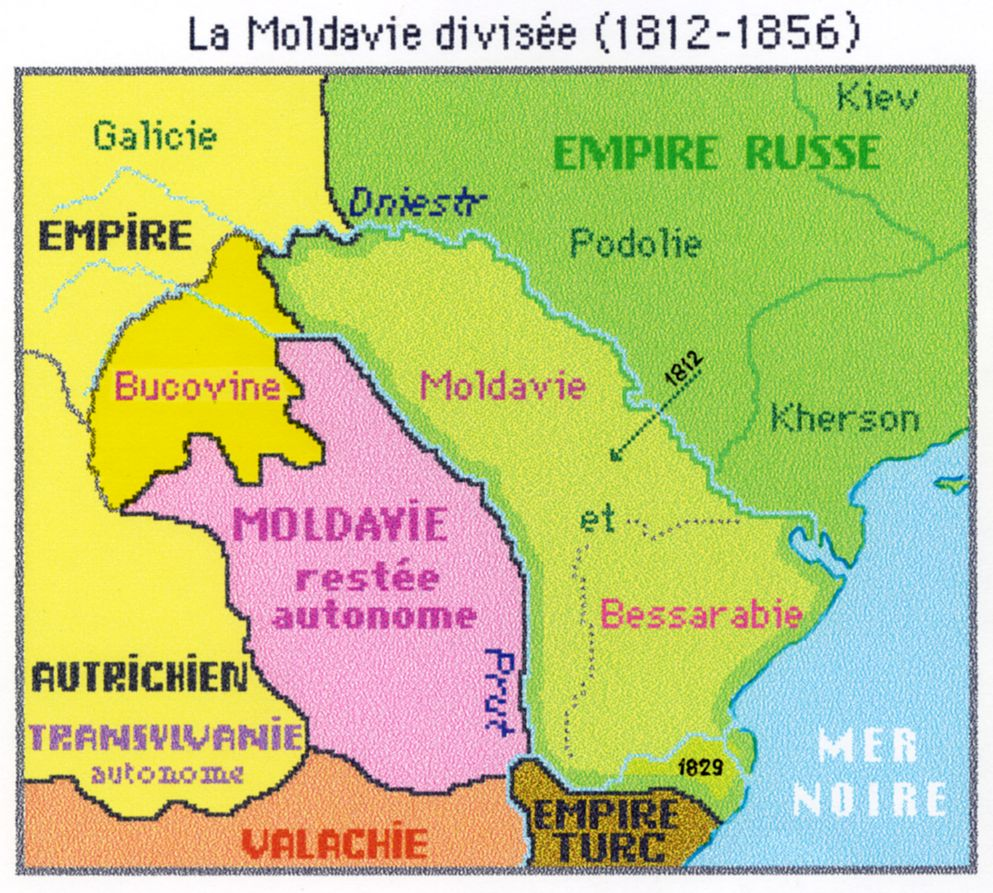
Podział Mołdawii w końcu XVIII i na początku XIX wieku (utrata Bukowiny i Besarabii)
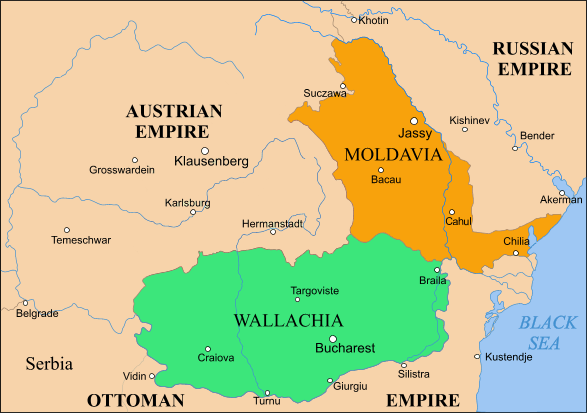
Księstwa rumuńskie u progu zjednoczenia Mołdawii i Wołoszczyzny (po wojnie krymskiej)